# Inventario forestale nazionale svizzero
L'inventario forestale nazionale svizzero (IFN) rileva lo stato e l’evoluzione della foresta svizzera. L'inventario si basa su un reticolo di campionamento sistematico che ricopre tutta la Svizzera. I dati raccolti riguardano le caratteristiche degli alberi, dei popolamenti boschivi, delle aree di saggio e le inchieste effettuate presso i servizi forestali locali. L'IFN pubblica i risultati che riguardano l'area forestale, il numero di alberi presenti, la provvigione (volume di legname), la crescita, le utilizzazioni e la diversità biologica. I rilevamenti del primo inventario (IFN1) sono stati eseguiti tra il 1983 e il 1985, seguite da ulteriori indagini nel 1993-1995 (IFN2) e nel 2004-2006 (IFN3). Dal 2009, i rilevamenti del quarto inventario (IFN4, 2009-2017) sono effettuati in modo continuo sull’arco di un periodo di 9 anni. Nel 2018 hanno inizio i rilevamenti del quinto Inventario (IFN5).
L'IFN è condotto dall’Istituto federale di ricerca per la foresta, la neve e il paesaggio (WSL) in collaborazione con l'Ufficio federale dell'ambiente (UFAM) (francese OFEV, tedesco BAFU). Il WSL è responsabile della pianificazione, della raccolta dei dati, dell'analisi e dell'interpretazione scientifica dei dati, mentre l'UFAM è responsabile dell'interpretazione dei risultati in termini di politica forestale.